# 万国博中央口駅
万国博中央口駅（ばんこくはくちゅうおうぐちえき）は、かつて大阪府吹田市にあった北大阪急行電鉄会場線の駅。

## 概要
1970年（昭和45年）2月24日に江坂駅から9.0 km（南北線分岐点から3.6 km）地点に、日本万国博覧会（大阪万博）観客輸送用の駅として開業した。橋上駅舎であり、会場中央口に直結していた。万国博終了により、同年9月14日に廃止。中国自動車道の上り線用地に設置されていたため、現在跡地は桃山台駅から当駅までの地上線路だった部分が中国自動車道上り線に、駅ホーム一帯は中国吹田インターチェンジ上り線料金所（出口側料金所）になっている。

## 歴史
- 1970年（昭和45年）
  - 2月24日：開業。
  - 9月14日：営業廃止。
  - 12月6日：施設撤去終了[2]。

## 駅構造
島式ホーム1面2線で、終端側に2本の引き上げ線が存在した。千里中央側には、両渡りポイントを有していたが、基本的には2番線を降車ホーム、1番線を乗車ホームとして使用していた。
コンコースには高見沢電機製作所（現在の高見沢サイバネティックスの前身）製の多能式自動券売機が50台設置され、駅閉鎖後は公衆浴場にて使われたという。後に高見沢サイバネティックスが引き取って稼働できる状態で保存されており、2011年（平成23年）に機械遺産に認定されている。

## 利用実績
下表の人員は万国博中央口駅を利用した万国博会場入場者である。これとは別に1970年中の同駅での乗降人員総数（ただし有料乗降者）は45,295,679人（乗車22,647,837人、降車22,647,842人）となっている。
| 月/1970年   | 輸送人員（人） |
| ----------- | -------------- |
| 3月（17日） | 2,032,130      |
| 4月（30日） | 2,783,500      |
| 5月（31日） | 3,555,100      |
| 6月（30日） | 3,293,000      |
| 7月（31日） | 3,459,700      |
| 8月（31日） | 6,417,200      |
| 9月（13日） | 2,910,300      |
| 計          | 24,450,930     |

- 出典:『75年のあゆみ 記述編』（1982年、阪急電鉄）78-79頁掲載の「月別万国博輸送状況表」による。
- なお、前者と同種の統計指標が『日本万国博覧会公式記録 第2巻』（1972年、日本万国博覧会記念協会）449頁掲載の「入場者の利用交通機関別内訳」表にもあるが、後者の表では3月の人数が1,930,130人と記されているために合計数が24,348,930人となり、一致していない。本項目では、阪急電鉄『75年のあゆみ』掲載の表は出典が「大阪陸運局調」と明記されていることなどから前者の方によった。

## 登場する作品
- 家族 (映画) - 山田洋次監督の映画。主人公たちが大阪万博を観覧する場面に当駅が登場する[6]。

## 備考
- 当駅からの運賃は新大阪駅まで100円、淀屋橋駅 - なんば駅まで120円、地下鉄4区260円であった。なお、当時の地下鉄1区は30円である。

## 隣の駅
北大阪急行電鉄
会場線
千里中央駅（仮設駅） - 万国博中央口駅